# Bruno Ganz
Bruno Ganz (Zürich, 22. ožujka 1941. – Zürich, 15. veljače 2019.), bio je švicarski glumac, poznat i izvan granica Švicarske igrajući glavne uloge u velikom broju filmova i kazališnih djela, za što je bio nagrađivan brojnim nagradama. Najpoznatije su mu uloge u filmu Hitler: Konačni pad gdje je glumio Adolfa Hitlera, u filmu Wima Wendersa, Nebo nad Berlinom.
Nagrađen je između ostalog Austrijskom počasnom nagradom za znanost i umjetnost.

## Filmografija
- Der Herr mit der schwarzen Melone, 1960.
- Sommergäste, 1976.
- Lumière, 1976.
- Die Marquise von O..., 1976.
- Die Wildente, 1976.
- Der Amerikanische Freund, 1977.
- Die linkshändige Frau, 1977
- Momci iz Brazila, 1978.
- Messer im Kopf, 1978.
- Schwarz und weiß wie Tage und Nächte, 1978.
- Nosferatu: Phantom der Nacht, 1979.
- Retour à la bien-aimée, 1979.
- 5% de risque, 1980.
- Der Erfinder, 1980.
- Oggetti smarriti, 1980.
- La Dame aux camélias, 1980.
- La provinciale, 1981.
- Hands Up!, 1981.
- Die Fälschung, 1981.
- Krieg und Frieden, 1982
- Killer aus Florida, 1983.
- System ohne Schatten, 1983.
- Dans la ville blanche, 1983.
- Private Resistance, 1985.
- Väter und Söhne – Eine deutsche Tragödie, 1986. (TV miniserija)
- Nebo nad Berlinom, 1987.
- Bankomatt, 1989.
- Strapless, 1989.
- Tassilo, 1991. (TV serija)
- Erfolg, 1991.
- La Domenica specialmente, 1991.
- The Last Days of Chez Nous, 1992
- Brandnacht, 1992.
- Prague, 1992.
- In weiter Ferne, so nah!, 1993.
- L'Absence, 1994.
- Saint-Ex, 1997.
- Mia aioniotita kai mia mera, 1998.
- Pane e Tulipani, 2000.
- Johann Wolfgang von Goethe: Faust, 2001. TV
- Epsteins Nacht, 2002.
- The Power of the Past, 2002.
- Behind Me - Bruno Ganz, 2002.
- Luther, 2003.
- The Manchurian Candidate, 2004.
- Hitler: Konačni pad, 2004.
- Have No Fear: The Life of Pope John Paul II, 2005.
- Ode an die Freude, 2006.
- Vitus, 2007.
- Youth Without Youth, 2007.
- Žena kojoj sam čitao, 2008.
- Der Baader Meinhof Komplex, 2008
- The Dust of Time, 2008.
- Satte Farben vor Schwarz, 2010.
- Das Ende ist mein Anfang, 2010.
- Unknown, 2011.
- Night Train to Lisbon, 2013.
- Michael Kohlhaas, 2013.
- The Counselor, 2013.
- In Order of Disappearance, 2014.

## Vanjske poveznice
- Bruno Ganz u internetskoj bazi filmova IMDb-u (engl.)
- Il canto sospeso
- Foto